# Kłosok

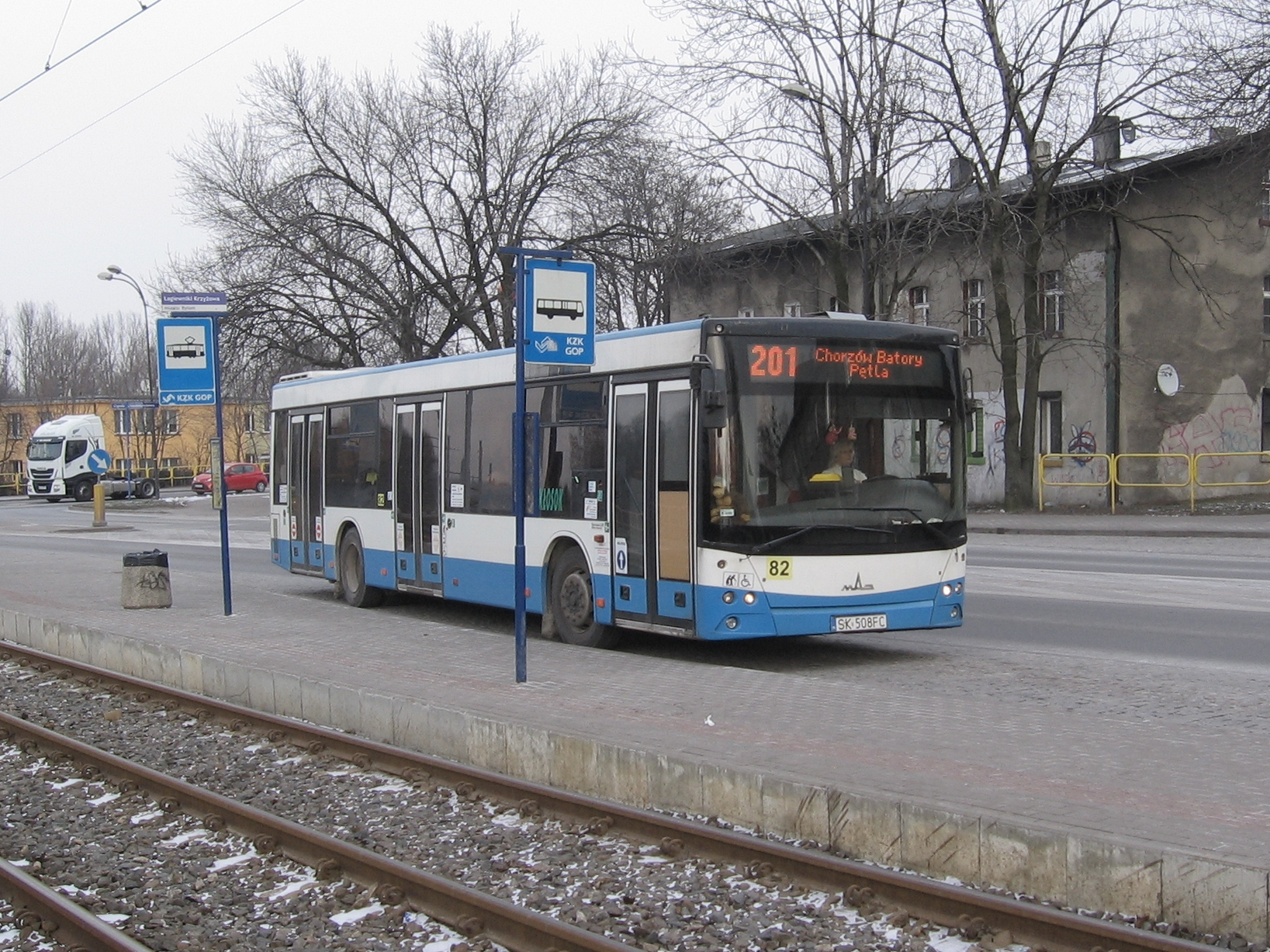
Autobus linii 201 (KZK GOP) obsługiwany przez firmę Kłosok na przystanku Łagiewniki Krzyżowa w Bytomiu-Łagiewnikach w 2018 roku

Przedsiębiorstwo Produkcyjno-Usługowo-Handlowe „Kłosok” Andrzej Kłosok – przedsiębiorstwo transportowe funkcjonujące na rynku od roku 1993. Zarejestrowane jest w Żorach, a główne biuro firmy znajduje się w Wodzisławiu Śląskim.
Przedsiębiorstwo obsługuje jako operator (samodzielnie oraz w konsorcjach) autobusowe linie komunikacyjne dla organizatorów publicznego transportu zbiorowego.
Według stanu na luty 2018 r. przedsiębiorstwo funkcjonuje na obszarze województwa dolnośląskiego (powiat dzierżoniowski, Wałbrzych, Wrocław) oraz województwa śląskiego.
„Kłosok” posiada 7 zajezdni autobusowych: 
- Zajezdnia Wodzisław Śląski,
- Zajezdnia Rybnik,
- Zajezdnia Pszczyna,
- Zajezdnia Zabrze,
- Zajezdnia Żory,
- Zajezdnia Dzierżoniów,
- Zajezdnia Wrocław[2].

Przewoźnik obsługuje linie dla ZTM (dawniej KZK GOP),  MZK Jastrzebje-Zdrój, Urzędu Miasta w Wodzisławiu Śląskim. 